# W52 (ядерна боєголовка)
W52 — термоядерна боєголовка, розроблена для балістичної ракети малої дальності MGM-29 Sergeant, яка використовувалася армією США з 1962 по 1977 рік. W52 була 61 см в діаметрі і 140 см завдовжки і важила 430 кг. Мала потужність 200 кілотонн. Всього було виготовлено 300 боєголовок W52.
На основі свого дослідження ядерної програми США дослідник Чак Хансен стверджує, що термоядерні боєголовки W52 і (тільки для поділу) W30 використовують спільний первинний або перший ступінь поділу, і що цю конструкцію назвали первинна Boa.

## Суперечки щодо надійності
Було випущено три моделі W52: Mod 1, Mod 2 і Mod 3. У 1963 році було проведено випробування боєголовки, яке виявилося невдалим і показало, що версії Mod 1 і Mod 2 W52 були, по суті, поганими. Mod 3 був згодом перероблений для належної роботи.
Невдачі конструкції Mod 1 і 2 W52 разом із ранніми проблемами з боєголовками W45 і W47 все ще є активною частиною дебатів про надійність ядерної зброї США в майбутньому без ядерних випробувань, що тривають.